# 砷酸钠
砷酸钠是一种无机化合物，化学式为Na3AsO4。

## 制备
砷酸钠可由砷酸（或五氧化二砷）和氢氧化钠反应得到，从pH=11的溶液中可析出十二水合物：
H3AsO4 + 3 NaOH   →    Na3AsO4 + 3 H2O
或由偏亚砷酸钠在水中经过氧化钠氧化得到。它也可以从红砷镍矿中用硝酸钠和氢氧化钠提取出来：
2 NiAs + 7 NaNO3 + 6 NaOH → 2 NiO + 2 Na3AsO4 + 7 NaNO2 + 3 H2O

## 性质
砷酸钠和金属盐在氨的存在下反应，可以得到相应的氨配盐[M(NH3)6]AsO4（M=Sc, Y, La, Cr, Co, Fe）。它可以被甲醛还原为单质砷。